# La ballata del mondo/L'uomo che non c'era
La ballata del mondo/ L'uomo che non c'era è un singolo di Orietta Berti pubblicato dalla casa discografica Polydor nel 1973.

## Descrizione
Con il brano La ballata del mondo la cantante ha partecipato a Un disco per l'estate 1973 non arrivando alla serata finale. Si rifarà nella trasmissione Senza rete dove la ripresenterà.

## Tracce
1. La ballata del mondo
2. L'uomo che non c'era